# Kheravada
Kheravada o Khedavada fou un petit estat tributari protegit de l'agència de Mahi Kantha, a la presidència de Bombai. Estava regit per un thakur koli. Tenia 4 pobles i una població el 1901 de 804 habitants. Els ingressos s'estimaven en 3.758 rúpies i pagava un tribut de 303 rúpies al Gaikwar de Baroda i de 93 rúpies al raja d'Idar.